# Aleksiej Bodiuch
Aleksiej Jemieljanowicz Bodiuch (ros. Алексей Емельянович Бодюх, ur. 31 października 1919 we wsi Macijiwka w guberni połtawskiej, zm. 7 sierpnia 1960 w Czerniowcach) – radziecki polityk, przewodniczący Komitetu Wykonawczego Rady Obwodowej w Czerniowcach (1956–1960).

## Życiorys
W latach 1935–1937 słuchacz fakultetu robotniczego przy Kijowskim Instytucie Inżynieryjno-Ekonomicznym, 1937–1939 studiował w Głuchowskim Instytucie Rolniczym (nie ukończył), od grudnia 1939 do kwietnia 1940 i ponownie od listopada 1941 do sierpnia 1946 w Armii Czerwonej. Od kwietnia 1940 do sierpnia 1941 i od sierpnia do listopada 1941 kursant młodszej szkoły artyleryjskiej w Lepelu, od 1942 w WKP(b), od października 1946 do lipca 1947 studiował w Woroszyłowgradzkim (Ługańskim) Instytucie Rolniczym, od lipca 1947 do lutego 1948 kierownik działu w tym Instytucie. Od lutego 1948 do września 1951 instruktor wydziału rolnego Komitetu Obwodowego KP(b)U w Woroszyłowgradzie, sekretarz rejonowego komitetu KP(b)U w obwodzie woroszyłowgradzkim (obecnie obwód ługański), od września 1951 do grudnia 1953 instruktor Wydziału Rolnego KC KP(b)U/KPU, od 20 grudnia 1953 do 6 sierpnia 1954 I sekretarz rejonowego komitetu KPU w obwodzie czerniowieckim. Od 8 sierpnia 1954 do 26 października 1956 sekretarz Komitetu Obwodowego KPU w Czerniowcach, od 3 lipca 1956 do śmierci przewodniczący Komitetu Wykonawczego Rady Obwodowej w Czerniowcach, od 19 lutego 1960 do śmierci członek Komisji Rewizyjnej KPU.

## Odznaczenia
- Order Lenina (26 lutego 1958)
- Order Wojny Ojczyźnianej I klasy (1945)
- Order Wojny Ojczyźnianej II klasy (1945)
- Order Czerwonej Gwiazdy (1944)
- Wielka Złota Gwiazda Wystawy Osiągnięć Gospodarki Narodowej ZSRR (13 maja 1958)